# Barbara Eden
Pour les articles homonymes, voir Eden.
Barbara Eden, née Barbara Jean Morehead, à Tucson, en Arizona, le 23 août 1931, est une actrice américaine.
Elle est principalement connue pour avoir tenu le rôle principal de Jinny dans la série télévisée américaine Jinny de mes rêves au cours des années 1960.

## Biographie

### Enfance
Elle est née Barbara Jean Morehead, à Tucson, en Arizona, le 23 août 1931.
Elle est la fille d'Alice Mary (née Franklin) et Hubert Henry Morehead. Ses parents divorcent quand elle a trois ans. Sa mère et Barbara déménagent à San Francisco où plus tard sa mère épouse Harrison Connor Huffman, un monteur de lignes de téléphone. La Grande Dépression affecte profondément la famille Huffman. Pour joindre les deux bouts, sa mère chante des chansons pour les enfants. Ces souvenirs musicaux laissent une impression durable sur elle qui prend elle-même des cours de théâtre pour pouvoir améliorer son chant.

### Carrière
Elle fait sa première représentation en public dans la chorale de l'église où elle peut interpréter quelques solos. À 14 ans, Elle chante dans les clubs de nuit avec des groupes locaux pour 10 $ la nuit. À l'âge de 16 ans, elle devient membre de l'Actors' Equity Association (en), étudie le chant au Conservatoire de musique de San Francisco et prend des cours de théâtre à l'École Elizabeth Holloway.
Elle est diplômée de Abraham Lincoln High School (San Francisco) (en) dans la classe du printemps 1949. Elle prend par la suite des cours de théâtre pendant un an au City College de San Francisco.
En 1951, elle est élue Miss San Francisco. Elle participe également à l'élection de Miss Californie, mais ne remporte pas le titre.
Elle commence sa carrière sur les écrans en 1956. En 1965, elle signe un contrat avec Sidney Sheldon pour interpréter Jeannie dans la série I Dream of Jeannie (Jinny de mes rêves) durant 5 ans et 139 épisodes. En 1990, elle joue dans 5 épisodes de Dallas.

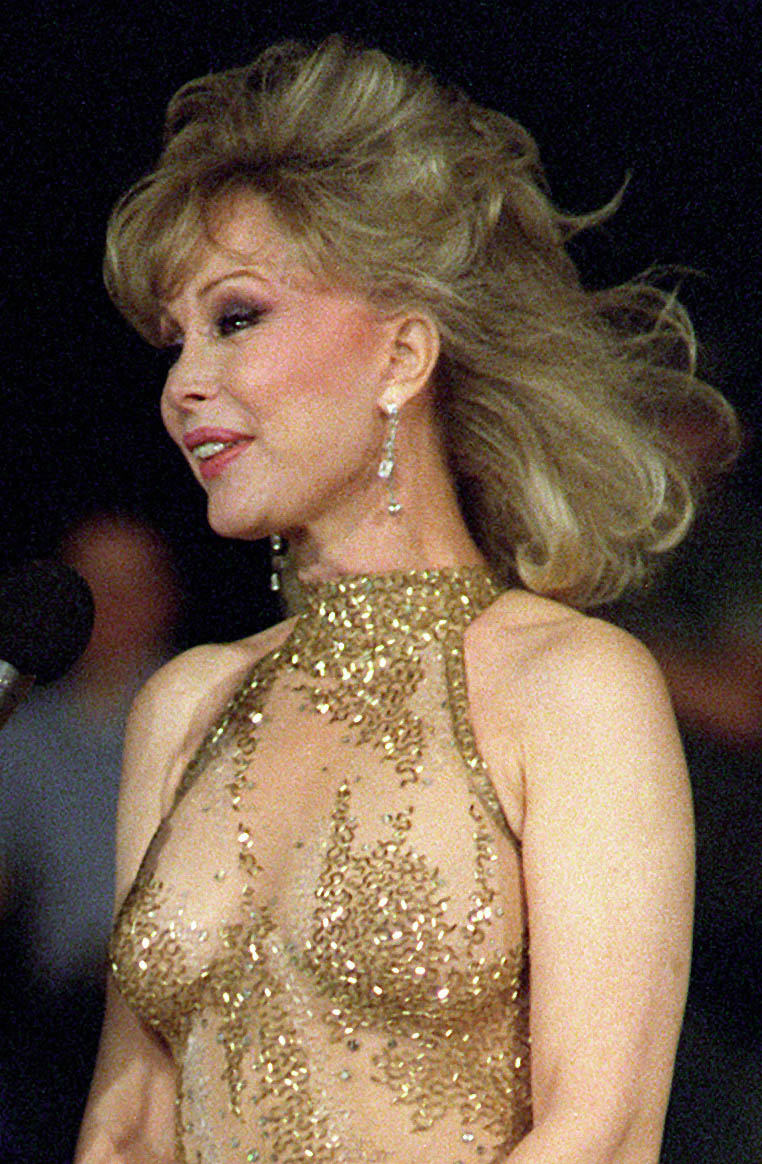
Eden en 1987 sur le navire.

### Vie privée
Elle a écrit ses mémoires en 2011 Jeannie Out of the Bottle.
Elle a été mariée à trois reprises, avec Michael Ansara de 1958 à 1974, avec Charles Fegert de 1977 à 1982 et avec Jon Eicholtz depuis 1991.

## Filmographie sélective

### Cinéma
- 1956 : Les Échappés du néant (Back from Eternity) de John Farrow
- 1957 : La Blonde explosive (Will Success Spoil Rock Hunter?) de Frank Tashlin (non créditée)
- 1957 : The Wayward Girl de Lesley Selander : Molly
- 1959 : Les Déchaînés (A Private's Affair) de Raoul Walsh : Sergent Katie Mulligan
- 1960 : Twelve Hours to Kill d'Edward L. Cahn : Lucy Hall
- 1960 : Du haut de la terrasse (From the Terrace) de Mark Robson : Clemmie Shreve
- 1960 : Les Rôdeurs de la plaine (Flaming Star) de Don Siegel : Roslyn Pierce
- 1961 : All Hands on Deck de Norman Taurog : Sally Hobson
- 1961 : Swingin' Along de Charles Barton : Carol Walker
- 1961 : Le Sous-marin de l'apocalypse (Voyage to the Bottom of the Sea) d'Irwin Allen : Lieutenant Cathy Connors
- 1962 : Cinq Semaines en ballon (Five Weeks in a Balloon) d'Irwin Allen : Susan Gale
- 1962 : Les Amours enchantées (The Wonderful World of the Brothers Grimm) d'Henry Levin : Greta Heinrich
- 1963 : The Yellow Canary de Buzz Kulik : Lissa Paxton
- 1964 : Ride the Wild Surf  de Don Taylor : Augie Poole
- 1964 : Le Cirque du docteur Lao (Seven Faces of Dr Lao) de George Pal : Angela Benedict
- 1964 : The Confession de William Dieterle : Pia Pacelli
- 1964 : Le Retour d'Aladin (The Brass Bottle) d'Harry Keller : Sylvia Kenton
- 1964 : Les Nouveaux internes (The New Interns) de John Rich
- 1976 : Les Dobermans reviennent (The Amazing Dobermans) : Justine
- 1978 : Harper Valley P.T.A. de Richard C. Bennett : Stella Johnson
- 1984 : Le Train de Chattanooga (Chattanooga Choo Choo) de Bruce Bilson : Maggie Jones

### Télévision
- 1963 à 1965 : L'Homme à la Rolls (Burke's Law), série télévisée (4 épisodes)
- 1964 : Le Virginien (The Virginian), série (1 épisode) : Samantha Fry
- 1965 - 1970 : Jinny de mes rêves (I Dream of Jeannie), série télévisée : Jeannie (Jinny en version francophone)
- 1967 : Kismet, téléfilm : Lalumne
- 1971 : The Feminist and the Fuzz, téléfilm : Dr Jane Bowers
- 1971 : Les Hurlements de la forêt (A Howling in the Woods), téléfilm de Daniel Petrie : Liza Crocker
- 1972 : Love is... Barbara Eden (télévision) : elle-même
- 1972 : The Woman Hunter, téléfilm de Bernard L. Kowalski : Dina Hunter
- 1973 : Guess Who's Been Sleeping in My Bed ?, téléfilm : Francine Gregory
- 1973 : The Toy Game, téléfilm : Barbara Norris
- 1973 : The Barbara Eden Show (télévision)
- 1974 : L'Étranger (The Stranger Within), téléfilm : Ann Collins
- 1975 : Let's Switch!, téléfilm : Lacy Colbert
- 1976 : How to Break Up a Happy Divorce, téléfilm : Ellen Dowling
- 1977 : Stonestreet: Who Killed the Centerfold Model?, téléfilm : Liz Stonestreet
- 1978 : ABC 25th Anniversaire’’ (télévision) : elle-même
- 1979 : The Girls in the Office, téléfilm de Ted Post : Lee Rawlins
- 1980 : Condominium, téléfilm : Barbara Messenger
- 1981 : Return of the Rebels, téléfilm : Mary Beth Allen
- 1981 : NBC Family Christmas
- 1981 à 1982 : Harper Valley P.T.A., série TV (5 épisodes) : Stella Johnson
- 1983 : The Best of Everything (télévision) : elle-même
- 1983 : Your Choice for the Film Awards (télévision) : elle-même
- 1984 : Woman of the Year, téléfilm de Peter Stone : Tess Harding
- 1984 :  53rd Annual Hollywood Christmas Parade (télévision) : elle-même
- 1985 : I Dream of Jeannie: 15 Years Later, téléfilm : Jeannie / Jeannie II
- 1985 : The Fantasy Film World of George Pal : elle-même
- 1985 : The Bob Hope Christmas Show : elle-même
- 1985 : Orange Bowl Parade : elle-même
- 1986 : The 6th Annual National Songwriter Awards : elle-même
- 1986 : Circus of the Stars # 11 : elle-même
- 1986 : NBC 60th Anniversary Celebration : elle-même
- 1987 : Happy 100th Birthday Hollywood : elle-même
- 1987 : The Stepford Children, téléfilm : Laura Harding
- 1987 : The Great American Quiz Show : elle-même
- 1987 :  Happy 100th Birthday Hollywood  : elle-même
- 1988 : The Secret Life of Kathy McCormick, téléfilm : Kathy McCormick
- 1988 : Your Mother Wears Combat Boots : Brenda Andersen
- 1990 - 1991 : Dallas, série TV (5 épisodes) : Lee Ann De La Vega
- 1990 : Opposites Attract, téléfilm : Charlie McKeon
- 1991 : Lethal Charm
- 1991 : The 40th Annual Miss USA Pageant : elle-même
- 1991 : Hell Hath No Fury, téléfilm : Terri Ferguson
- 1991 : I Still Dream of Jeannie, téléfilm : Jeannie / Jeannie II
- 1993 : Visions criminelles (Visions of Murder), téléfilm : Jesse Newman
- 1993 : Hallucinations macabres (Visions of Terror), téléfilm : Jesse Newman
- 1995 : TV's All Time Favorites : elle-même
- 1995 : The Magic of Christmas : elle-même
- 1995 : The Fantasy Worlds of Irwin Allen : elle-même
- 1996 : Dead Man's Island, téléfilm : Henrietta O'Dwyer Collins, « Henrie O. »
- 1996 : Nite Club Confidential, téléfilm : Kay Goodman
- 1996 : Les Nouvelles Aventures de la famille Brady ("A Very Brady Sequel") : Jeannie
- 1997 : Championship Ballroom Dancing : elle-même
- 1998 : Elvis, the Hollywood Years: True Hollywood Story : elle-même
- 1998 : Les hommes préfèrent les blondes, téléfilm : Lorelei Lee
- 1999 : A Magical Evening with Barbara Eden : elle-même
- 1999 : TV Land's Ultimate Fan Search : elle-même
- 2000 : I Dream of Jeannie... True Hollywood Story : elle-même
- 2001 : TV Land Presents Blast from the Past : elle-même
- 2001 : Christmas with the Stars : elle-même
- 2001 : New Shoes
- 2002 : Carolina : Daphne St. Claire
- 2002 : Intimate Portrait: Barbara Eden : elle-même
- 2007 : American Wives (Army Wives), série TV (1 épisode) : Victoria Grayson
- 2009 : Amour rime avec toujours (Always and Forever), téléfilm : Mary Anderson